# Solenysa
Solenysa Simon, 1894 è un genere di ragni appartenente alla famiglia Linyphiidae.

## Distribuzione
Le tredici specie oggi note di questo genere sono state rinvenute in Asia orientale: la specie dall'areale più vasto è la S. longqiensis, reperita in Cina e nell'isola di Taiwan.

## Tassonomia
Dal 2011 non sono stati esaminati esemplari di questo genere.
A dicembre 2012, si compone di tredici specie:
- Solenysa akihisai Tu, 2011 — Giappone
- Solenysa geumoensis Seo, 1996 — Corea
- Solenysa lanyuensis Tu, 2011 — Taiwan
- Solenysa longqiensis Li & Song, 1992 — Cina, Taiwan
- Solenysa melloteei Simon, 1894[3] — Giappone
- Solenysa ogatai Ono, 2011 — Giappone
- Solenysa partibilis Tu, Ono & Li, 2007 — Giappone
- Solenysa protrudens Gao, Zhu & Sha, 1993 — Cina
- Solenysa reflexilis Tu, Ono & Li, 2007 — Giappone
- Solenysa retractilis Tu, 2011 — Cina
- Solenysa tianmushana Tu, 2011 — Cina
- Solenysa wulingensis Li & Song, 1992 — Cina
- Solenysa yangmingshana Tu, 2011 — Taiwan

### Sinonimi
- Solenysa circularis Gao, Zhu & Sha, 1993[4]; posta in sinonimia con S. protrudens Gao, Zhu & Sha, 1993 a seguito di un lavoro degli aracnologi Tu & Hormiga del 2011[1].